# Klumpu
Klumpu is een bestuurslaag in het regentschap Klungkung van de provincie Bali, Indonesië. Klumpu telt 3052 inwoners (volkstelling 2010).